# Kasserine

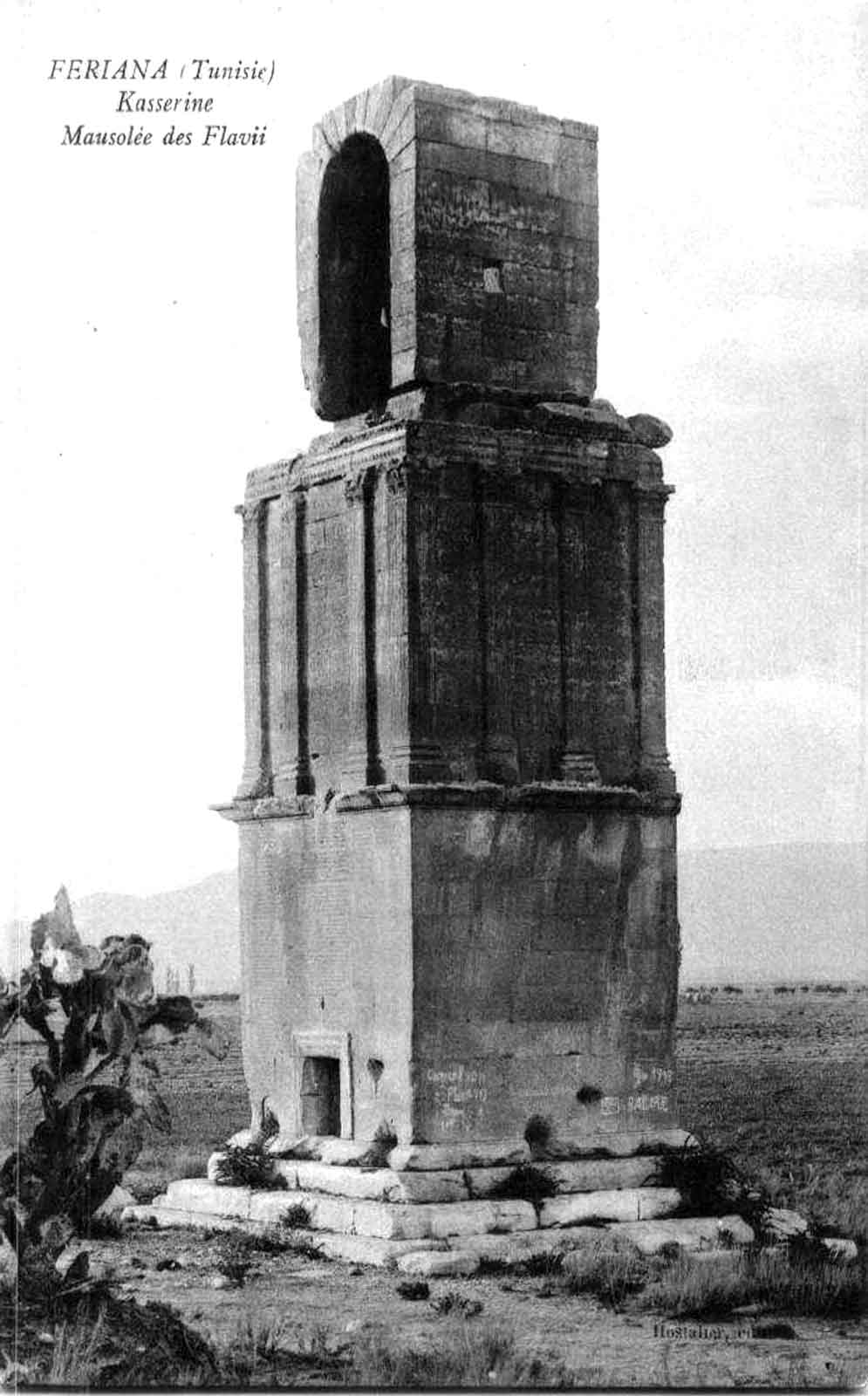
Romerskt mausoleum vid Kasserine, cirka år 1900.

Kasserine (arabiska: القصرين, al-Qaṣrain) är en stad i södra Tunisien, nära staden Gabes. Den är administrativ huvudort för guvernementet Kasserine och hade 83 534 invånare vid folkräkningen 2014. Kasserine är känd från andra världskriget då amerikaner marscherade in i området, vilket följdes av ett slag mellan amerikanska och tyska trupper nära Kasserinepasset. Staden ligger vid foten av Jebel ech Chambi, vilket är Tunisiens högsta berg. 
Kasserine ligger väldigt nära den stad där Mohamed Bouazizi, en ung man, tände eld på sig självt för att han fick sin vagn konfiskerad i samband med det Tunisiska samhället innan revolutionen. Händelsen som låg i en stad precis intill Kasserine drabbade staden och det var framför allt där man kan se förändringarna idag både utseendemässigt och ute på gatan. 

## Administrativ indelning
Kommunen är indelad i tre arrondissement:
- Cité Ennour
- Ezzouhour
- Kasserine